# 韋氏圓鰩
韋氏圓鰩（學名：Irolita waitii），為軟骨魚綱鰩目單鰭鰩科圓鰩屬的一種，分布於東印度洋澳洲西南部海域，深度50至200公尺，本魚體盤光滑、幾乎是圓形的心形，頭部短，吻端有一小塊肉突起，眼後有較大的氣孔，鼻瓣與口腔前方發育良好的雙葉鼻簾融合，顎部略微拱起，上牙露出，成年雄魚的鰭呈矛狀，具有長而尖的尖頭，而雌魚和幼魚的鰭呈盤狀，具有短的後尖頭。腹鰭深切，前葉適長細長，後葉寬圓，尾部狹窄，逐漸變細至非常細的末端，末端附近有兩個小背鰭，尾鰭退化為微小的葉片，雄魚在胸鰭尖端附近有翼刺，尾部覆蓋著不規則排列的反彎小刺，體色為褐色，體長可達52公分，棲息在大陸棚沙泥底質海域，為底棲性魚類，屬肉食性，卵生，卵為長方形鞘囊具有堅硬的觸角，會成對出現，幼魚可能傾向跟隨大的個體, 生活習性不明。